# 韦特列夫卡农村居民点
韦特列夫卡农村居民点（俄语：Ветлевское сельское поселение）是俄罗斯联邦布良斯克州姆格林区所属的一个农村居民点。其下辖有11个居民点，行政中心为韦特列夫卡。据2015年统计，该农村居民点的人口为1322人。